# Johan Andresen
Johan H. Andresen (Oslo, 29 novembre 1888 – 21 ottobre 1953) è stato un politico norvegese.

## Biografia
Era il figlio di Nicolai Andresen (1853-1923), e di sua moglie, Johanne Marie Heyerdahl (1855-1928). Era un nipote di Johan Henrik Andresen e pronipote di Nicolai Andresen.
Nel 1929 sposò Eva Klaveness (1900-1965), figlia dell'armatore Anton Frederik Klaveness. Il figlio Johan Henrik Andresen (1930-2011) e il nipote Johan Henrik Andresen (1967) portarono avanti l'attività di famiglia.

## Carriera
Era il proprietario della fabbrica di tabacco JL Tiedemanns Tobaksfabrik ed era tra le persone più ricche in Norvegia. Fu un deputato (1928-1933). Durante l'occupazione della Norvegia da parte della Germania nazista fu incarcerato nel campo di concentramento di Grini per quattro mesi nel 1942.